# Jazīreh-ye Narges
Jazīreh-ye Narges (persiska: Jazīreh-ye Nargesk, جزیره نرگسک, جزیره نرگس) är en ö i Iran.   Den ligger i provinsen Fars, i den centrala delen av landet, 700 km söder om huvudstaden Teheran.